# Celonites lobeliae
Celonites lobeliae är en stekelart som beskrevs av Friedrich W. Gess 1997. Celonites lobeliae ingår i släktet Celonites och familjen Masaridae. Inga underarter finns listade.